# Caligelloidea
Caligelloidea es una superfamilia de foraminíferos que en las clasificaciones tradicionales hubiese sido incluida en el suborden Fusulinina del orden Fusulinida. Su rango cronoestratigráfico abarca desde el Silúrico superior hasta el Pérmico inferior.

## Discusión
Clasificaciones más recientes incluyen Caligelloidea en el suborden Earlandiina, del orden Earlandiida, de la subclase Afusulinana y de la clase Fusulinata.

## Clasificación
Caligelloidea incluye a las siguientes familias:
- Familia Archaesphaeridae
- Familia Caligellidae

En Caligelloidea también se ha considerado la siguiente familia:
- Familia Insolentithecidae